# Prêmio Poncelet
O Prêmio Poncelet (em francês:  Prix Poncelet) é concedido pela Academia de Ciências da França. O prêmio foi instituído em 1868 pela viúva do general e matemático Jean-Victor Poncelet, para o avanço das ciências. Seu valor monetário na época era de dois mil francos, concedido principalmente para trabalhos em matemática aplicada. O texto preciso do anúncio da academia variou de ano a ano, exigindo que o trabalho fosse em mecânica, ou por trabalho contribuindo para o progresso da matemática pura ou aplicada, ou simplesmente em matemática aplicada, e algumas vezes incluiu a condição de que o trabalho deveria ter sido efetuado durante os dez anos precedentes à condecoração.
Foi sucedido pela Grande médaille de l’Académie des sciences.

## Laureados
A seguinte lista de laureados é incompleta, com uma breve citação do seu anúncio como publicado na revista Nature, se disponível.

### Século XIX
- 1868 Alfred Clebsch
- 1869 Julius von Mayer[2]
- 1870 Camille Jordan[2]
- 1871 Joseph Valentin Boussinesq[2]
- 1872 Amédée Mannheim[2], "for the general excellence of his geometrical disquisitions."
- 1873 William Thomson[2], "for his magnificent works on the mathematical theory of electricity and magnetism."
- 1874 Jacques Bresse[2], "for his work in applied mechanics."
- 1875 Gaston Darboux[2], "for the ensemble of his mathematical work."
- 1876 Xavier Kretz[2]
- 1877 Edmond Laguerre[2], "for his mathematical works."
- 1878 Maurice Lévy[2]
- 1879 Théodore Moutard[2]
- 1880 Henry Léauté[2]
- 1882 Charles Briot
- 1883 Georges Henri Halphen
- 1883 Rudolf Clausius
- 1884 Jules Hoüel
- 1885 Henri Poincaré
- 1886 Charles Émile Picard
- 1888 Édouard Collignon
- 1889 Édouard Goursat
- 1891 Marie Georges Humbert
- 1894 Paul Matthieu Hermann Laurent, "for the whole of his mathematical works."
- 1896 Paul Painlevé, "for all of his mathematical work."
- 1897 Roger Liouville
- 1898 Jacques Hadamard
- 1899 Eugène Cosserat, "for the whole of his contributions to geometry and mechanics."
- 1900 Léon Lecornu

### Século XX
- 1901 Émile Borel
- 1902 Maurice d'Ocagne
- 1903 David Hilbert
- 1904 Désiré André
- 1906 Claude Guichard
- 1907 Erik Ivar Fredholm, "for his researches on integral equations."
- 1908 Comte de Sparre, "for his studies relating to gunnery and his works on mechanics."
- 1911 Maurice Leblanc, "for the totality of his researches in mechanics."
- 1912 Edmond Maillet
- 1913 Gabriel Koenigs
- 1914 Henri Lebesgue
- 1915 Charles-Jean de La Vallée Poussin
- 1917 Jules Andrade, "for his work in applied mechanics, especially that dealing with chronometry."
- 1919 Joseph Larmor
- 1920 Élie Cartan, "for the whole of his work."
- 1921 Émile Jouguet
- 1922 Jules Drach, "for the whole of his work in mathematics."
- 1923 Auguste Boulanger (posthumously), "for the whole of his scientific work."
- 1924 Ernest Vessiot, "for the whole of his work in mathematics."
- 1925 Denis Eydoux, "for the whole of his work in hydraulics."
- 1926 Paul Montel, "for his mathematical work as a whole."
- 1929 Alfred-Marie Liénard
- 1932 Raoul Bricard, "for his work in geometry."
- 1936 Paul Lévy, "for the whole of his mathematical works."
- 1937 Joseph Bethenod, " for his work on mechanics and electricity."
- 1942 René Garnier
- 1945 Alphonse Demoulin
- 1948 Georges Valiron
- 1951 Joseph Kampé de Fériet[3]
- 1954 Georges Darmois
- 1975 Jean Céa
- 1981 Philippe G. Ciarlet[4]
- 1987 Pierre Ladevèze
- 1990 Jean-Yves Girard
- 1993 Marie Farge
- 1995 Yves Le Jan

### Outros laureados (data não confirmada)
- Benjamin Baker
- Camille Jordan
- Julius Robert von Mayer
- Georges Henri Halphen